# Martin Hengel
Pour les articles homonymes, voir Hengel.
Martin Hengel, né le 14 décembre 1926 à Reutlingen et mort le 2 juillet 2009 à Tübingen, est un théologien luthérien, historien du christianisme primitif et universitaire allemand. Il est un spécialiste du Nouveau Testament et du judaïsme de la période hellénistique.

## Biographie
Martin Hengel passe son doctorat en 1959 et son habilitation en 1967 à l'université de Tübingen. En 1968, il devient professeur à l'université d'Erlangen. De 1972 à 1992, il est nommé professeur de Nouveau Testament et de judaïsme antique à l'université de Tübingen, et devient directeur de l'Institut pour le judaïsme antique et l'histoire des religions hellénistiques. À partir de 1992, il est professeur émérite.
Il est docteur honoris causa des universités d'Uppsala, Strasbourg, St Andrews, Durham, Cambridge et Dublin. Depuis 1978, il est membre de l'Académie des sciences de Heidelberg. En 1993, il est président de la Studiorum Novi Testamenti Societas.
Depuis son Die Zeloten (1961), ses livres ont été largement traduits, notamment La crucifixion dans l'antiquité (1981), The Prechristian Paul (1991), Judaica et Hellenistica (1996), Paul Between Damascus and Antioch (1997).

## Travaux académiques
Ses travaux mettent l'accent sur la période du Second Temple ou période hellénistique du judaïsme, et sur les années entre -200 et 200. Ils concernent notamment la première période du judaïsme rabbinique et les origines chrétiennes. Martin Hengel étudie les points de rencontre entre les écoles philosophiques hellénistiques, le judaïsme palestinien, le paganisme et le christianisme, et le caractère problématique de ces termes dans la période étudiée. Il s'est en particulier opposé à un certain nombre de thèses de Rudolf Bultmann en ce domaine. Martin Hengel, parmi d'autres spécialistes, a ainsi renouvelé l’approche savante de la période, en particulier depuis son ouvrage Judentum und Hellenismus (1969).
Dans sa conférence inaugurale à Tübingen, Jésus, Fils de Dieu (publiée dans une édition augmentée en 1975), Martin Hengel analyse le développement des premières christologies chrétiennes, jusqu’à l’affirmation de la préexistence, de la cocréation du monde par le Fils et de son envoi dans le monde. Il veut montrer l'élaboration rapide de la conception chrétienne de Jésus comme Fils de Dieu et réfute l'hypothèse d'un mythe gnostique ou d'un syncrétisme païen chronologiquement antérieur et donc préchrétien.
Dans sa monographie sur La crucifixion dans l'Antiquité et la folie du message de la croix, Martin Hengel étudie le statut et le rôle des crucifixions dans l'Empire romain, la honte qui y était associée, et observe que « la crucifixion était une affaire tout à fait choquante, obscène dans le sens original du mot ». Dans une seconde partie, plus théologique, il analyse l’idée de mort expiatoire - et ses analogues chez les Grecs et les Romains. Hengel y voit, avec l’annonce de la résurrection, la nouveauté de la prédication chrétienne.